# Seznam hradišť v Karlovarském kraji
Seznam hradišť v Karlovarském kraji obsahuje pravěká a raně středověká hradiště na území Karlovarského kraje včetně nepotvrzených objektů a objektů s nejistou lokalizací. Přestože přehled obsahuje osídlení lokality v různých obdobích pravěku a v raném středověku, neznamená to, že dané hradiště existovalo ve všech uvedených dobách.
| Název          | Obrázek | Kategorie Commons                                                | Lokalita       | Doba osídlení lokality / poznámka                    | Souřadnice                       |
| -------------- | ------- | ---------------------------------------------------------------- | -------------- | ---------------------------------------------------- | -------------------------------- |
| Drahovice      |         | Název kategorie na Wikimedia Commons nebyl zadán                 | Drahovice      | eneolit, doba bronzová                               | 50°14′6″ s. š., 12°54′27″ v. d.  |
| Dřenice        |         | Název kategorie na Wikimedia Commons nebyl zadán                 | Dřenice        | nedatované hradiště                                  | 50°3′56″ s. š., 12°25′47″ v. d.  |
| Cheb           |         | Kategorie „Cheb Castle“ na Wikimedia Commons                     | Cheb           | doba hradištní                                       | 50°4′52″ s. š., 12°21′58″ v. d.  |
| Chyše          |         | Název kategorie na Wikimedia Commons nebyl zadán                 | Chyše          | nedatované hradiště                                  | 50°5′51″ s. š., 13°14′1″ v. d.   |
| Kager          |         | Kategorie „Kager (Sokolov District)“ na Wikimedia Commons        | Libavské Údolí | doba bronzová                                        | 50°7′17″ s. š., 12°33′13″ v. d.  |
| Orlík          |         |                                                                  | Jeřeň          | doba bronzová                                        | 50°9′43″ s. š., 13°16′58″ v. d.  |
| Podštěly       |         | Kategorie „Podštěly (hill fort)“ na Wikimedia Commons            | Podštěly       | doba halštatská                                      | 50°7′18″ s. š., 13°16′ v. d.     |
| Radošov        |         | Název kategorie na Wikimedia Commons nebyl zadán                 | Radošov        | doba bronzová                                        | 50°16′42″ s. š., 12°59′48″ v. d. |
| Sedlec         |         | Kategorie „Bažantí vrch (Sokolovská pánev)“ na Wikimedia Commons | Sedlec         | doba hradištní                                       | 50°14′40″ s. š., 12°50′40″ v. d. |
| Seeberg        |         | Kategorie „Seeberg (Ostroh)“ na Wikimedia Commons                | Ostroh         | doba bronzová                                        | 50°7′55″ s. š., 12°16′56″ v. d.  |
| Šibeniční vrch |         |                                                                  | Valeč          | doba bronzová                                        | 50°10′37″ s. š., 13°16′15″ v. d. |
| Tašovice       |         | Kategorie „Starý Loket“ na Wikimedia Commons                     | Tašovice       | mezolit, doba hradištní                              | 50°12′41″ s. š., 12°48′29″ v. d. |
| Velichov       |         | Název kategorie na Wikimedia Commons nebyl zadán                 | Velichov       | doba bronzová, doba hradištní                        | 50°17′2″ s. š., 12°59′55″ v. d.  |
| Vladař         |         | Kategorie „Vladař (hill fort)“ na Wikimedia Commons              | Záhořice       | doba bronzová, doba halštatská, laténská a hradištní | 50°4′44″ s. š., 13°12′43″ v. d.  |